# Pontocypris hispida
Pontocypris hispida är en kräftdjursart som beskrevs av Georg Ossian Sars. Pontocypris hispida ingår i släktet Pontocypris och familjen Pontocyprididae. Arten är reproducerande i Sverige. Inga underarter finns listade i Catalogue of Life.